# Briefadel

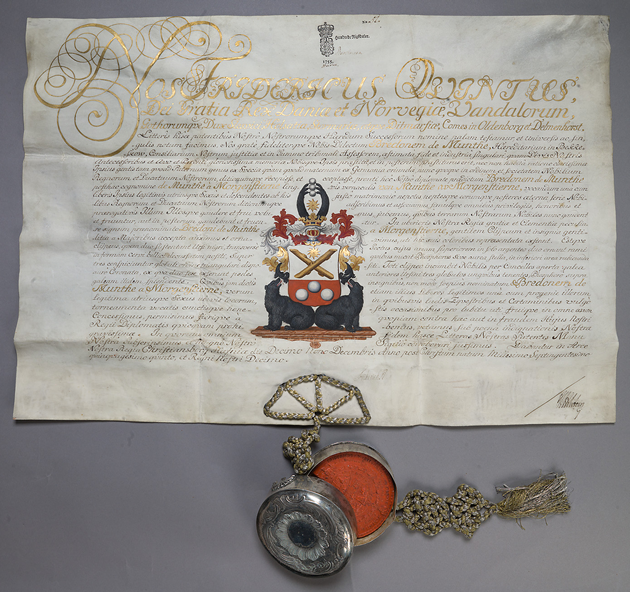
Adelsbrief

Met briefadel wordt de adel bedoeld die door een vorst met verlening van een adelsbrief en wapen in de adelstand verheven werden.
In de Middeleeuwen was de verwerving van adeldom het resultaat van sociale assimilatie in de adel als gevolg van een adellijke levenswijze en rijkdom en van een erkenning van deze nieuwe status door wie niet tot de adel behoorde. Hierin kwam verandering toen de vorst door de toekenning van adelsbrieven de controle over de toegang tot de adel zelf in handen nam. 
In de Zuidelijke Nederlanden namen de adelsverheffingen een aanvang in het begin van de 15e eeuw maar bleef het van ondergeschikt belang tot het einde van de 16e eeuw. Vorstelijke adelsverheffingen zijn vooral een verschijnsel van de 17e- en 18e-eeuwse monarchieën.